# Косаман
Косаман (каз. Қосаман) — село в Аральском районе Кызылординской области Казахстана. Административный центр Косаманского сельского округа. Село окружают пески Малые Барсуки. Код КАТО — 433246100.

## Население
В 1999 году население села составляло 339 человек (179 мужчин и 160 женщин). По данным переписи 2009 года, в селе проживало 379 человек (196 мужчин и 183 женщины).